# Agnes Dollan
Agnes Johnston, Lady Dollan, MBE, geborene Moir (* 16. August 1887 in Springburn, Glasgow; † 16. Juli 1966 im Victoria Infirmary, Glasgow), war eine schottisch-britische Suffragette, Aktivistin und Politikerin. Sie war eine führende Aktivistin während der Glasgower Mietstreiks und eine der Gründungsorganisatorinnen des Women’s Peace Crusade. 1919 war sie die erste Frau, die von der Labour Party für die Wahl in den Stadtrat von Glasgow nominiert wurde.

## Leben
Dollan wurde als eines von elf Kindern von Henry Moir, einem Schmied in der Lokomotivenfabrik, und dessen Gattin Anne Wilkinson geboren. Sie besuchte bis zum Alter von elf Jahren die örtliche Schule, bevor sie aufgrund der Armut ihrer Familie gezwungen war, die Schule zu verlassen. Dollan besuchte die sozialistischen Sonntagsschulen, die sie „als Sozialistin“ abschloss. Nach dem Schulaustritt arbeitete Dollan zunächst in einer Fabrik, arbeitete sie zunächst in einer Fabrik, bevor sie Telefonistin bei der Post wurde. Während dieser Tätigkeit trat sie der Women’s Labour League bei und unterstützte Mary Macarthur bei der Gründung einer Gewerkschaft für Frauen bei der Post. Mit 18 Jahren trat Dollan der Independent Labour Party (ILP) bei, später dann der Women’s Social and Political Union (WSPU).
Sie hatte Patrick Joseph Dollan (1885–1963), einen Journalisten und ebenfalls Mitglied der ILP, über die Clarion Scouts, einem mit der Arbeiterbewegung verbundenen Fahradclub, kennengelernt. Sie heirateten am 20. September 1912, ihr einziges Kind, James, wurde 1913 geboren und wurde später ebenfalls Journalist.
Während des Ersten Weltkriegs engagierte sich Dollan in der Red-Clydeside-Bewegung, unter anderem bei den Glasgower Mietstreiks im Jahr 1915, als sie zusammen mit Mary Barbour, Mary Laird, Mary Jeff, Jessie Stephens und Helen Crawfurd als Schatzmeisterin die Glasgow Women’s Housing Association anführte, um sich gegen Mieterhöhungen zu wehren und Zwangsräumungen zu verhindern. Dollan setzte sich dafür ein, die Mietstreikbewegung mit Friedenskampagnen zu verbinden. 1917 wurde sie wegen Protesten gegen hohe Mieten für kurze Zeit inhaftiert.
Dollan lehnte es ab, dass die Verteidigung von Frauen als Grund für einen Krieg herangezogen wurde. Zusammen mit Crawfurd und anderen gründete Dollan 1916 den Women’s Peace Crusade und 1915 den Glasgower Zweig der Women’s International League for Peace and Freedom, wobei sie mit Agnes Harben und anderen zusammenarbeitete. Dollan und Crawfurd reisten durch Schottland, um die League bekannt zu machen. 1918 sprach Dollan bei einer Versammlung in Hamilton im Namen der ILP über die Intervention im russischen Bürgerkrieg. Und 1922 hielten Dollan und Mary Barbour im Glasgower Stadtteil Langside eine Rede, in der sie über „die Staatsbürgerschaft von Frauen und deren Bedeutung für den Weltfrieden, die Abrüstung sowie internationale Gerechtigkeit und Freiheit“ diskutierten. Später änderte Dollan ihre Antikriegshaltung als Reaktion auf den Zweiten Weltkrieg und erklärte: „It was all very well to theorise under normal conditions but we were not living under such conditions today – we were facing a crisis which might mean general mobilisation.“ Dollan wurde später Mitglied der Moral Re-Armament Bewegung.
Dollan wurde zu einer prominenten Persönlichkeit in der politischen Szene von Glasgow. Im Januar 1919 war sie für die ILP die erste weibliche Labour-Kandidatin, die sich zur Wahl in den Stadtrat von Glasgow (Glasgow City Council) stellte. Am 13. Dezember 1921 wurde Dollan in einer Nachwahl im Wahlkreis Springburn erstmals zur Stadträtin gewählt. Sie wurde 1922 wiedergewählt und hatte ihr Mandat bis 1928 inne. 1928 wurde Dollan zur Friedensrichterin für Glasgow ernannt.
Im Jahr 1924 schrieb Dollan in der Zeitung The Sunday Post über die durch den Representation of the People Act 1918 gemachten Änderungen im Frauenwahlrecht und stellte dabei einen klaren Zusammenhang zwischen den Interessen des Landes und einem Wahlrecht für alle Frauen her. Dollan trat bei den britischen Parlamentswahlen 1924 als erste Labour-Kandidatin in Dumfriesshire an, jedoch ohne Erfolg.
Sie war von 1922 bis 1928 Mitglied des Nationalen Exekutivkomitees der Labour Party und nahm ihren Sitz in den 1930er Jahren wieder ein, nachdem sie aufgrund einer Krankheit eine Zeit lang nicht an politischen Aktivitäten teilnehmen konnte. 1933 hielt sie eine Rede auf der Nationalen Konferenz der Labour-Frauen und sprach sich dafür aus, dass es mehr weibliche Kandidaten für die Labour Party geben sollte und äußerte: „I am convinced that our women are as good as the men, and better in some cases.“ Sie kämpfte gegen den Ausschluss der ILP aus der Labour Party. Nach der der Spaltung 1933 wurde sie zur ersten Präsidentin des Frauenrats der Scottish Socialist Party, der Abspaltung der ILP, deren Mitglieder in der Labour Party blieben. Dollan bewarb sich für die britischen Parlamentswahlen 1935 um die Labour-Kandidatur in Leith. Dollans wichtigste Themen im Wahlkampf waren die Aussicht auf einen weiteren Krieg, das Arbeitslosengesetz und „Armut inmitten des Überflusses“. Für die Wahl wurde schließlich jedoch David Cleghorn Thomson aufgestellt.
Dollans Ehemann Patrick amtierte von 1938 bis 1941 Lord Provost von Glasgow, wobei sie als Lady Provost ein eigenes Profil entwickelte. Der schottische sozialistische Politiker Harry McShane schrieb in seiner Autobiografie:

„Pat Dollan’s wife was very active and, I always thought, better than he was; I’m convinced he killed her activity.“

„Pat Dollans Frau war sehr aktiv und, wie mir immer schien, besser als er; ich bin überzeugt, dass er ihre Energie erstickt hat.“

Seit ihr Gatte 1941 als Knight Bachelor geadelt worden war, führte sie als dessen Gattin den Titel Lady Dollan. Sie wurde 1946 für ihren Einsatz während des Zweiten Weltkriegs als zentrale Organisatorin der Women’s Voluntary Services in Glasgow als Member des Order of the British Empire (MBE) ausgezeichnet.
Agnes Dollan starb im Alter von 78 Jahren in der Victoria Infirmary in Glasgow an Herzversagen.